# What We Do in the Shadows
What We Do in the Shadows er en newzealandsk mockumentar fra 2014 instrueret af Jemaine Clement og Taika Waititi.

## Medvirkende
- Jemaine Clement som Vladislav
- Taika Waititi som Viago
- Jonathan Brugh som Deacon
- Cori Gonzalez-Macuer som Nick
- Stuart Rutherford som Stu
- Ben Fransham som Petyr
- Jackie van Beek som Jackie
- Elena Stejko som Pauline Ivanovich
- Jason Hoyte som Julian
- Karen O'Leary som Betjent O'Leary